# Naukraria
Naukraria kallades vart och ett av de områden, i vilka den fornattiska staten för administrativt ändamål var indelad. Sannolikt är ordet bildat av grekiskans naus (skepp), och dess betydelse kan närmast återges med "skeppslag". Varje naukraria var pliktig att för krigsbruk tillhandahålla ett skepp och två ryttare. Naukrariernas rättning tillskrivs Solon, men är säkerligen äldre. Deras antal var i äldre tid 48, men ska av  Kleisthenes (omkr. 510 f. Kr.) ha ökats till 50. Kort efter denna tid synes dock naukrarierna ha åtminstone till största delen mist sin politiska och kommunala betydelse genom den av samme Kleisthenes införda demosindelningen. Som ett slags indelningsverk för flottan och rytteriet torde de ännu någon tid ha kvarstått, tills de även på detta område undanträngdes av tidsenligare institutioner.